# Radun
Radun (en bielorruso y ruso: Ра́дунь; en lituano: Rodūnia, Rodūnė; en polaco: Raduń, en yidis: ראַדין Radin) es un asentamiento de tipo urbano de Bielorrusia, situado en el raión de Vóranava de la provincia de Grodno.
En 2017, la localidad tenía una población de 2299 habitantes. Es sede de un consejo rural que incluye 35 pedanías que suman casi dos mil habitantes más a su población. Más de cuatro quintas partes de los habitantes del asentamiento y de su territorio son étnicamente polacos.
Se ubica a medio camino entre Grodno y Vilna sobre la carretera P145, unos 20 km al suroeste de la capital distrital Vóranava.

## Historia
Antes de la Segunda Guerra Mundial, alrededor de 1.000 judíos vivían en la ciudad. Radun es famoso por ser el hogar del Rabino Israel Meir Kegan, conocido como el Chofetz Chaim. La Yeshivá de Radun fue fundada en 1869. En 1940, la mayoría de los estudiantes de la yeshivá fueron transferidos a Estados Unidos a través de Japón. El pueblo fue ocupado por las fuerzas alemanas a fines de junio de 1941. El 16 de noviembre de 1941, se estableció un gueto cercado en la calle Zhydovska, anteriormente una calle judía. También había judíos de varias aldeas vecinas reunidos en el gueto: Dovguielishki, Zabolote, Zhyrmuny y Nacha. Más de 2.000 judíos fueron confinados dentro del gueto. El 10 de mayo de 1942, 100 jóvenes judíos fueron obligados a cavar tumbas en el cementerio judío. Cuando los trabajadores judíos intentaron escapar en masa, muchos de ellos fueron fusilados. Cuando el gueto fue liquidado, más de 1.500 judíos fueron asesinados por los alemanes y la policía local. Cerca de 300 artesanos calificados se mantuvieron con vida, y más tarde fueron enviados al gueto de Shchuchin y de allí, después de un tiempo, fueron asesinados en un lugar desconocido.